# Cyprichromis
Cyprichromis es un género de peces de la familia Cichlidae y de la orden de los Perciformes. Es endémico del lago Tanganyika en África Oriental.

## Especies
- Cyprichromis coloratus Takahashi & M. Hori, 2006
- Cyprichromis leptosoma (Boulenger, 1898)
- Cyprichromis microlepidotus (Poll, 1956)
- Cyprichromis pavo Büscher, 1994
- Cyprichromis zonatus Takahashi, M. Hori & Nakaya, 2002